# ぶっ生き返す
『ぶっ生き返す』（ぶっいきかえす）は、日本のロックバンド・マキシマム ザ ホルモンの4枚目のフルアルバム。2007年3月14日にVAPよりリリースされた。

## 概要
前作『ロッキンポ殺し』から約2年ぶりとなるアルバム作品。
ジャケットは漫☆画太郎による描き下ろしイラスト。値段は￥2,564（"ぶっ殺し"価格）。初回盤には特典としてジャケットステッカーが封入された。

## チャート成績
『ぶっ生き返す』は、2007年3月26日付オリコン週間アルバムチャートにおいて5位に初登場した。初動売上は約7.1万枚であった。その後、2007年度の年間チャートでは49位となった。同チャートにおける累積売上は、2013年8月26日付時点で約32.2万枚を記録している。

## 収録曲
| 全作詞・作曲: マキシマムザ亮君。 |                                                                                 |                  |                  |      |
| #                                | タイトル                                                                        | 作詞             | 作曲・編曲       | 時間 |
| 1.                               | 「ぶっ生き返す!!」                                                              | マキシマムザ亮君 | マキシマムザ亮君 | 3:55 |
| 2.                               | 「絶望ビリー」                                                                  | マキシマムザ亮君 | マキシマムザ亮君 | 3:44 |
| 3.                               | 「糞ブレイキン脳ブレイキン・リリィー」                                          | マキシマムザ亮君 | マキシマムザ亮君 | 4:16 |
| 4.                               | 「ルイジアナ・ボブ」                                                            | マキシマムザ亮君 | マキシマムザ亮君 | 3:40 |
| 5.                               | 「ポリスマンベンツ」                                                            | マキシマムザ亮君 | マキシマムザ亮君 | 4:09 |
| 6.                               | 「ブラック￥パワーGメンスパイ」                                                 | マキシマムザ亮君 | マキシマムザ亮君 | 2:27 |
| 7.                               | 「アカギ」                                                                      | マキシマムザ亮君 | マキシマムザ亮君 | 2:16 |
| 8.                               | 「恐喝〜kyokatsu〜」                                                            | マキシマムザ亮君 | マキシマムザ亮君 | 3:36 |
| 9.                               | 「ビキニ・スポーツ・ポンチン」                                                  | マキシマムザ亮君 | マキシマムザ亮君 | 3:57 |
| 10.                              | 「What's up, people?!」                                                         | マキシマムザ亮君 | マキシマムザ亮君 | 4:10 |
| 11.                              | 「チューチュー ラブリー ムニムニ ムラムラ プリンプリン ボロン ヌルル レロレロ」 | マキシマムザ亮君 | マキシマムザ亮君 | 3:06 |
| 12.                              | 「シミ」                                                                        | マキシマムザ亮君 | マキシマムザ亮君 | 4:17 |
| 13.                              | 「恋のメガラバ」                                                                | マキシマムザ亮君 | マキシマムザ亮君 | 5:28 |
| 合計時間:                        | 合計時間:                                                                       | 49:01            |                  |      |

### 曲解説
1. ぶっ生き返す!!
アルバムのリードトラック。ミュージックビデオはDeco Vs Deco ～デコ対デコ～でのみ閲覧が可能であったが、「ホルモン宝くじ」の二代目王者のセレクトによりYouTubeで一般公開された。[6]
実は元になったものがあり、マキシマムザ亮君が書いた1999年12月10日の随筆ホルモンにて、「殺せるって事はその逆もできるってことなのだ。そしたら交通事故で死んだ俺の友達を生き返そーっと。」という一文があり、本人も2013年5月9日更新の今日の亮君で公言している。
2. 絶望ビリー
日本テレビ系アニメ『DEATH NOTE』第2期エンディングテーマ（SP版『幻視する神』挿入歌としても使用）。
『GuitarFreaksV5 Rock to infinity』、『DrumManiaV5 Rock to infinity』の提供曲であり、ロングバージョンでの収録となった。また、『ミュージックガンガン!2』にも収録。
3. 糞ブレイキン脳ブレイキン・リリィー
ナヲがメインボーカルを担当している。
4. ルイジアナ・ボブ
メジャー4枚目のシングル『恋のメガラバ』収録曲。
5. ポリスマンベンツ
マキシマムザ亮君曰く「アルバムで一番気に入っている曲」[7]。
6. ブラック￥パワーGメンスパイ
メジャー3枚目のシングル『ざわ…ざわ…ざ‥ざわ……ざわ』収録曲。
7. アカギ
メジャー3枚目のシングル『ざわ…ざわ…ざ‥ざわ……ざわ』収録曲。
日本テレビ系アニメ『闘牌伝説アカギ 〜闇に舞い降りた天才〜』エンディングテーマ。
8. 恐喝〜kyokatsu〜
9. ビキニ・スポーツ・ポンチン
映像作品『Deco Vs Deco 〜デコ対デコ〜』にてPVが収録されている。
10. What's up, people?!
メジャー3枚目のシングル『ざわ…ざわ…ざ‥ざわ……ざわ』収録曲。
日本テレビ系アニメ『DEATH NOTE』第2期オープニングテーマ。
11. チューチュー ラブリー ムニムニ ムラムラ プリンプリン ボロン ヌルル レロレロ
ナヲがメインボーカルを担当している。
コロナナモレモモの2021年発売のシングル「LUST」に収録。
12. シミ
プロ野球において、広島東洋カープの試合の際、名字が二音節の選手（安部友裕など）が打席に立った際の応援歌に用いられている[8]。
13. 恋のメガラバ
メジャー4枚目のシングル『恋のメガラバ』収録曲。
TBS系『COUNT DOWN TV』2006年7月度オープニングテーマ。
コロナナモレモモの2019年発売のシングル「恋のメガラバ/包丁・ハサミ・カッター・ナイフ・ドス・キリ」にも収録されている。